# Kick, Raoul, la Moto, les Jeunes et les Autres
Kick, Raoul, la Moto, les Jeunes et les Autres est une série télévisée française en six épisodes de Marc Simenon créée en 1980.

## Synopsis
Les aventures d'un groupe de jeunes passionnés de moto, d'un petit village de l'Ardèche.

## Fiche technique
- Titre : Kick, Raoul, la Moto, les Jeunes et les Autres
- Réalisation : Marc Simenon
- Scénario : Louis Rognoni et Daniel Goldenberg
- Costumes : Rose Daver
- Photographie : Jean-Jacques Guyard]
- Montage : Wally Rebane
- Musique : Mario D’Alba (générique)
  - Arrangements : Jean-Jacques Giraud
- Production : Roger Deplanche
- Société de production : TF1
- Société de distribution : TF1
- Format : couleur - 35 mm - 1,33:1 - son mono
- Genre : aventures
- Nombre d'épisodes : 6 (1 saison)
- Durée : 52 min.
- Dates de première diffusion : 15 mai 1980 (France)

## Distribution
- Frédéric de Pasquale : Raoul
- Éric Do : Roger
- Catherine Leprince : Christine
- Gérard Loussine : Lucien
- Alain Desplanques : Jean-François
- Louis-Michel Colla : Vincent
- Mehdi El Glaoui : Philippe
- Frédéric Witta : Bernard
- Charlotte Walior : Anne
- Mario D'Alba : Johnny Speed
- Évelyne Dandry : Martine
- Mylène Demongeot : Martine #2
- Paul Préboist : Jules
- Maurice Chevit : Roulède
- Van Doude : Guilbeau
- Michel Bardinet : Gravier
- Philippe Moreau : Anglade
- Jacques Verlier : Perrin
- Paul Rieger : Chaille
- Hong Maï Thomas : Mme Chaille
- Pierre Bojic : Le médecin
- Bernard Charlan : René

## Épisodes
1. Johny Speed
2. Le Moto-Club
3. Le Hold-up
4. L’Enduro
5. Le Champion
6. Martine

## Autour de la série
La série a principalement été tournée dans les villages d'Alba-la-Romaine, Saint-Pons, Saint-Jean Le Centenier, la vallée de l'Ibie et leurs environs.
Le générique de fin fait mention de l’aide apportée par les Motos-Clubs de Privas, La Voulte-sur-Rhône et Sommières.